# Capnia affinis
Capnia affinis är en bäcksländeart som beskrevs av Morton 1896. Capnia affinis ingår i släktet Capnia och familjen småbäcksländor. Inga underarter finns listade i Catalogue of Life.